# Tweede Kamerverkiezingen in het kiesdistrict Utrecht (1848-1850)
Tweede Kamerverkiezingen in het kiesdistrict Utrecht (1848-1850) geeft een overzicht van verkiezingen voor de Nederlandse Tweede Kamer in het kiesdistrict Utrecht in de periode 1848-1850.
Het kiesdistrict Utrecht werd ingesteld na de grondwetsherziening van 1848. Tot het kiesdistrict behoorde uitsluitend de gemeente Utrecht.
Het kiesdistrict Utrecht vaardigde in dit tijdvak per zittingsperiode één lid af naar de Tweede Kamer. 
Legenda
- vet: gekozen als lid van de Tweede Kamer.

## 30 november 1848
De verkiezingen werden gehouden na ontbinding van de Tweede Kamer, na inwerkingtreding van de herziene grondwet.
|                    | 30 november |
| ------------------ | ----------- |
| Kiesgerechtigden   | 651         |
| Opkomst            | 554         |
| Geldige stemmen    | 553         |
| Blanco stemmen     | 1           |
| Kandidaten         |             |
| J.K. van Goltstein | 532         |

## Voortzetting
In 1850 werd het kiesdistrict Utrecht omgezet in een meervoudig kiesdistrict, waaraan gedeelten van het opgeheven kiesdistrict IJsselstein (de gemeenten Abcoude-Baambrugge, Abcoude-Proostdij, Achthoven, Achttienhoven, Breukelen-Nijenrode, Breukelen-St. Pieters, De Bilt, Gerverskop, Haarzuilens, Houten, IJsselstein, Jutphaas, Laag-Nieuwkoop, Loenen, Loenersloot, Loosdrecht, Maarssen, Maarssenbroek, Maarsseveen, Nigtevecht, Oud-Wulven, Oudenrijn, Portengen, Ruwiel, Schalkwijk, Schonauwen, Tienhoven, Tull en 't Waal, Veldhuizen, Vleuten, Vreeland, Vreeswijk, Westbroek, Willeskop, Wulverhorst en Zuilen) en van het in een meervoudig district omgezette kiesdistrict Amersfoort (de gemeenten Bunnik, Driebergen, Odijk, Rhijnauwen, Rijsenburg en Zeist) toegevoegd werden.